# La princesa rana
La princesa rana es una novela juvenil escrita por la escritora estadounidense E. D. Baker, publicada por primera vez en 2002 extraída de un cuento popular ruso. Gran parte de la película The Princess and the Frog (2009) de Disney está basada en esta novela.

## Trama
Emeralda, alias Emma, es torpe con todo, incluyendo el toque mágico que heredó de los primeros siglos de brujas, y se ríe como una sirena de niebla. Cuando su madre le dice que tiene que casarse con el engreído príncipe Jorge, su peor enemigo, corre hasta el pantano. Allí se encuentra con el príncipe Eadric, convertido en una rana por una bruja. Emma le da un beso, tratando de revertir el hechizo, pero su vida cambia del todo cuando, por el contrario, ella misma se convierte también en una rana. Emma y Eadric parten en busca de la bruja que convirtió al príncipe para que rompa el hechizo. Y así emprenden una aventura en la que Emma intenta salvar a Eadric y a ella misma de ser para siempre unas ranas.

## Secuelas
La princesa rana es el primer libro de una serie basada en el mismo personaje. El segundo es Dragon's Breath, seguido por Once Upon a Curse, No Place for Magic y The Salamander Spell.